# لوئیس استیوال
لوئیس استیوال (انگلیسی: Lewis B. Stillwell; ۱۲ مارس ۱۸۶۳ – ۱۹ ژانویهٔ ۱۹۴۱ (۷۷ سال)) دانشمند اهل ایالات متحده آمریکا بود.
وی همچنین برندهٔ جوایزی همچون مدال ادیسون انجمن مهندسان برق و الکترونیک شده است.